# The Black Album (album al Jay-Z)
The Black Album este al optulea album de studio al rapperului american Jay-Z.  A fost lansat pe 14 noiembrie 2003, prin Roc-A-Fella Records și Def Jam Recordings.  A fost promovat ca ultimul său album înainte de a se retrage, care este, de asemenea, o temă recurentă în toate cântecele,, deși Jay-Z și-a reluat cariera de înregistrare în 2006. Pentru album, Jay-Z a vrut să angajeze un producător diferit pentru fiecare melodie, lucrând cu Just Blaze, Kanye West, The Neptunes, Eminem, DJ Quik, Timbaland, 9th Wonder și Rick Rubin, printre alții.  Albumul include, de asemenea, o apariție ca invitat a lui Pharrell Williams.
„The Black Album” a fost promovat cu un turneu de pensionare de către Jay-Z. De asemenea, a fost susținut de trei single: „99 Problems”, de asemenea „Billboard” hituri de top zece „Change Clothes” și „Muzeria de pe umăr”.  Albumul a primit aprecieri pe scară largă de la criticii muzicali și a fost un succes comercial masiv.  A debutat pe primul loc în Billboard 200 din SUA, vânzându-se în 463.000 de exemplare în prima sa săptămână.  A devenit cel mai bine vândut disc al lui Jay-Z din deceniul 2000 și a fost certificat triplu platină de către Recording Industry Association of America (RIAA) în 2005. Cântecele „Encore", "Dirt off Your Shoulder" și "99 Problems" sunt toate pe Mashup EP, Curs de coliziune cu Linkin Park.